# Christian Sandström
Christian Sandström, född 29 oktober 1972 i Vasa, är en finlandssvensk skådespelare bosatt i Helsingfors som har medverkat i film, tv-serier och på teaterscenen.

## Filmografi
- Tali-Ihantala (långfilm) 2007
- Joku Kaltaiseni (tv-serie) 2008
- Sanansaattaja (långfilm) 2007
- Pelkkää lihaa (tv-serie) 2007
- Die Frau vom Checkpoint Charlie (tv-serie) 2007
- Saippuaprinssi (långfilm) 2006
- Hemligheten (långfilm) 2005
- 5.14 (kortfilm) 2005
- Framom främsta linjen (långfilm) 2004
- Sibelius (långfilm) 2003
- Vaarallista kokea (tv-serie) 2003
- Utbrytarkungen (långfilm) 2002
- Tie Eedeniin (tv-serie) 2002
- Hotel Seger (tv-serie) 2001
- Förhöret (kortfilm) 2001
- Balto 2 (tecknad) 2001
- Santa Claus (tecknad) 2001
- 2000 – En klass för sig (TV-serie)
- Småstadsberättelser (tv-serie) 1993